# Meriones arimalius
Meriones arimalius es una especie de roedor de la familia Muridae.

## Distribución geográfica
Se encuentra en Omán y Arabia Saudita. 